# Marisma de Hinojos
La marisma de Hinojos es un parque ubicado en la provincia de Huelva, cerca de 50 km al norte de Cádiz en Andalucía, España. Tiene la mayor parte de su superficie incluida en la Reserva Natural del Parque de Doñana, la más grande de Europa, declarada además Reserva de la Biosfera y Patrimonio de la Humanidad. 
Es uno de los sitios sugeridos como ubicación de la ciudad de Tartessos o incluso de la Atlántida, pues se cree que en el fondo de sus aguas hay restos de columnas y palacios, así como de los míticos anillos atlantes. Según un reportaje de la BBC, la ciudad perdida se encontraría en este recóndito lugar.